# Konrád II. Württemberský
Konrád II. Württemberský (úmrtí 1143, hrad Wirtemberg) byl švábský hrabě a maršál.

## Život
Konrádův otec není známý, ale věří se že patřil do rodiny hrabat z Veringenu. Důvodem je podobnost erbů hrabat z Veringenu a hrabat z Wirtembergu. Konrádovou matkou byla Luitgarda z Beutelsbachu, sestra jeho předchůdce Konráda I. Württemberského.
Po smrti Konráda I. se stal dědicem a vládcem hradu Wirtemberg. Dne 12. května 1110 finančně podpořil se svou manželkou Hadelwigou klášter Blaubeuren, poblíž Göppingenu.
Zemřel roku 1143.